# Laguna Los Escarchados
Laguna Los Escarchados är en sjö i Argentina.   Den ligger i provinsen Santa Cruz, i den södra delen av landet, 2 100 km sydväst om huvudstaden Buenos Aires. Laguna Los Escarchados ligger 737 meter över havet. Arean är 0,58 kvadratkilometer. Den sträcker sig 1,1 kilometer i nord-sydlig riktning, och 0,8 kilometer i öst-västlig riktning.
Trakten runt Laguna Los Escarchados består i huvudsak av gräsmarker. Trakten runt Laguna Los Escarchados är nära nog obefolkad, med mindre än två invånare per kvadratkilometer.